# Крапивниковые камышовки
Крапивниковые камышовки (лат. Microbates) — род птиц из семейства комароловковых (Polioptilidae). Представители рода распространены в Центральной и Южной Америке.

## Виды
- Microbates cinereiventris (Sclater, 1855) — Серобрюхая крапивниковая камышовка
- Microbates collaris (Pelzeln, 1868) — Ошейниковая крапивниковая камышовка